# Sipange Godang
Sipange Godang is een bestuurslaag in het regentschap Tapanuli Selatan van de provincie Noord-Sumatra, Indonesië. Sipange Godang telt 935 inwoners (volkstelling 2010).